# よゐこのカラダで調べる7〜8の事
よゐこのカラダで調べる7〜8の事（よゐこのカラダでしらべるしちはちのこと）は、AbemaTVが2016年3月10日より不定期に配信を開始した教養バラエティ番組である。

## 概要
“ネットで検索しても出てこない情報”をよゐこの2人が体を張って調査する番組である。
オープニングコールがなく、番組名の読み方は第1回でよゐこ濱口が発して以来、ほとんど読まれていない。2018年の予告では「よゐこのカラダでしらべること しちはち」。
黄金伝説・無人島企画スタッフが関わっているため、体を張った無茶ぶりが多く、第5回までは原則CMを挟まない生配信で行われた。いずれも3時間生配信番組。第6回まではAbemaSPECIAL、第7回はAbemaSPECIAL2で配信。

## 出演者
- レギュラー：よゐこ（カラダ調ベニスト）、アイアム野田（鬼ヶ島）
- 準レギュラー：矢口真里（ベストフンドシスト特別賞）、朝日奈央（変な声のアイドル[5]）

## 配信リスト
- 第1弾（2016年3月10日）木曜20時30分 - 23時30分[6]
  - 金魚すくいの『ポイ』の余った時の使いみち
  - 携帯を持ちながら潮干狩りはできるのか
  - ふんどしテーブルクロス引き
  - 紙コップの底を舐め続けると穴が空くのか（縦軸）
途中、歯を駆使したりするなど若干の「チート」疑惑はあったものの、穴は開くことが実証された。
- 第2弾（2016年5月1日）日曜20時～23時
  - 水中で潜りながら食べやすい食べ物はなにか
  - 家でもリレーをしたい時に使えるアイテムはなにか[7]
  - コンビニのビニール袋を舐め続けると穴が空くのか（縦軸）
2時間以上かけてビニール袋に穴を開けることに、なんとか成功した。
- 第3弾（2016年6月26日）日曜20時 - 23時[8]
- 第4弾（2016年8月28日）日曜20時 - 23時
- 第5弾（2016年10月23日）日曜23時 - 翌1時
出演：よゐこ、矢口真里、朝日奈央、アイアム野田（鬼ヶ島）
  - 網タイツを顔にかぶって、バナナやもつ鍋は食べられる。
- 第6弾（2017年2月5日）日曜20時 - 23時
出演：よゐこ、矢口真里、倉持由香、アイアム野田（鬼ヶ島）
  - 東京ガールズグルメクション
長めの付けネイルを使って、いろんなものが食べられる。たこ焼きなどの熱いものは。刺さって指に触れると、熱くて危険。
  - 乳首エゴサーチ
人は自分の乳首の写真を見た時、自分のかどうか意外と分からない人がいる。おへそも意外と分からない人がいる。
  - お口PK合戦
開口器で開けた口をサッカーゴールに見立てて、豆やアーモンドを弾いて口の中に入れ、舌でセーブするというPK合戦は、痛くないし意外と盛り上がる。よだれはすごい出る。要ゴーグル着用。
  - フンドシ テーブルクロス引き デュエット
男女ペアでフンドシを使ってテーブル引きをする。男が締めたフンドシの布をテーブルに敷き、その上に皿などを乗せ、女が皿などを倒さないようにフンドシを引っ張る。一皿なら成功しやすい。
  - 一杯のヤクルト
庶民は一本のヤクルトを分け合って飲まなくてはならないような時代なので、コップが無くても、体の一部にヤクルトをちょうど半分に分けて貯められる部分は無いか探したが、全然無かった。倉持が濱口の体にかかったヤクルトを綺麗に舐めて吸って飲んだ。
  - ウシジマくん式昆虫採集（縦軸）
体に蜂蜜・ワイン・バナナ・ゴキブリホイホイの誘引剤など、虫が引き寄せられるものを塗りたくって、2時間以上屋外に居たが、真冬の都心では虫は寄ってこないので、債務者への追い込みには使えない。
- 第7弾（2018年8月14日）AbemaSPECIAL2チャンネル・火曜20時 - 23時[9][10]
出演：よゐこ、クロちゃん（安田大サーカス）、アイアム野田（鬼ヶ島）、山本圭壱（極楽とんぼ）、倉持由香
  - ウシジマくん式昆虫採集・夏（縦軸）[11][12]
ミヤマクワガタが採れるよう完成形を目指そう。
  - 濱口＆アッキーナ結婚式、破門枠に誰を呼ぶ？
濱口破門枠の出席者、事務所の後輩・クロちゃんとめちゃイケファミリー・山本圭壱ではどちらを呼ぶのが正解か[13]。
  - ブラジャーおにぎりは握れる？
おにぎりを握るにはラップよりブラジャーが適してると思うのだが、何カップのブラジャーが一番適しているのか。倉持由香が検証する[14]。
  - 冤罪撲滅キャンペーン
ミニスカートが捲れやすいのはどんな風の場合か。冤罪を防ぐため、検証して気を付けよう。倉持由香のミニスカートで検証する[15]。
  - 利き○○の可能性を確かめよう。
味以外で利きバナナはできるのか。利きスプレーはできるのか[15]。
  - 紙パンツ避難訓練
アロママッサージ中に火事が起きた場合、どれくらいのものを紙パンツに入れて避難できるか。

## 外部サイト
- よゐこのカラダで調べる7〜8の事 - ABEMAビデオ